# Ars dictaminis
L’ars dictaminis ou ars dictandi est, au cours du Moyen Âge, de la première moitié du XIe siècle au milieu du XVe siècle, au sein de la rhétorique, la théorie de la composition des textes en prose ou en vers (ars versificatoria), en latin. Cependant dans la pratique il s’agit majoritairement de la composition en prose. L’objectif est de rendre la lettre, ou document officiel, clair, compréhensible et persuasif .
Le terme ars dictaminis insiste sur la composition épistolaire (de lettre, dictamen). Il dérive du latin dictare qui signifie « dicter ». À l’époque médiévale les lettres étaient dictées à des scribes, le verbe est alors devenu synonyme de « composer » ou « rédiger »,.
Mais le terme ars dictaminis reste aujourd’hui plus utilisé pour désigner la rédaction d'actes diplomatiques et l’ars notariae. Lié à l'émergence du droit en Italie, l’ars dictaminis fait évoluer la rhétorique vers l'apprentissage de la rédaction administrative.
Ébauché dès la fin du XIe siècle en Italie, et attribué à Albéric du Mont-Cassin (Ars dictandi, Libri rhetorici), l’ars dictaminis est utilisé entre le XIe et le milieu du XVe siècle en Europe.
Il se répand comme un mode standardisé international de communication diplomatique.  Il s’est, dans un premier temps, développé à Bologne, puis à Orléans et Tours, via l’utilisation de manuels appelés artes dictandi ou dictaminis, écrits par des dictatores.
Ses caractéristiques principales sont : la division de la lettre en cinq parties distinctes et le développement d’un seul sujet dans un style élégant et bref.

## Origines
L’historiographie s’intéresse plus à l’étude des règles structurant l’ars dictaminis, qu’à ses origines. L’ars dictaminis est le résultat d’un long processus. Pour Paul Oskar Kristeller, « il faut retracer l’origine de théories caractéristiques telles que les six parties de la lettre au-delà des premiers écrivains existants du dictamen ».

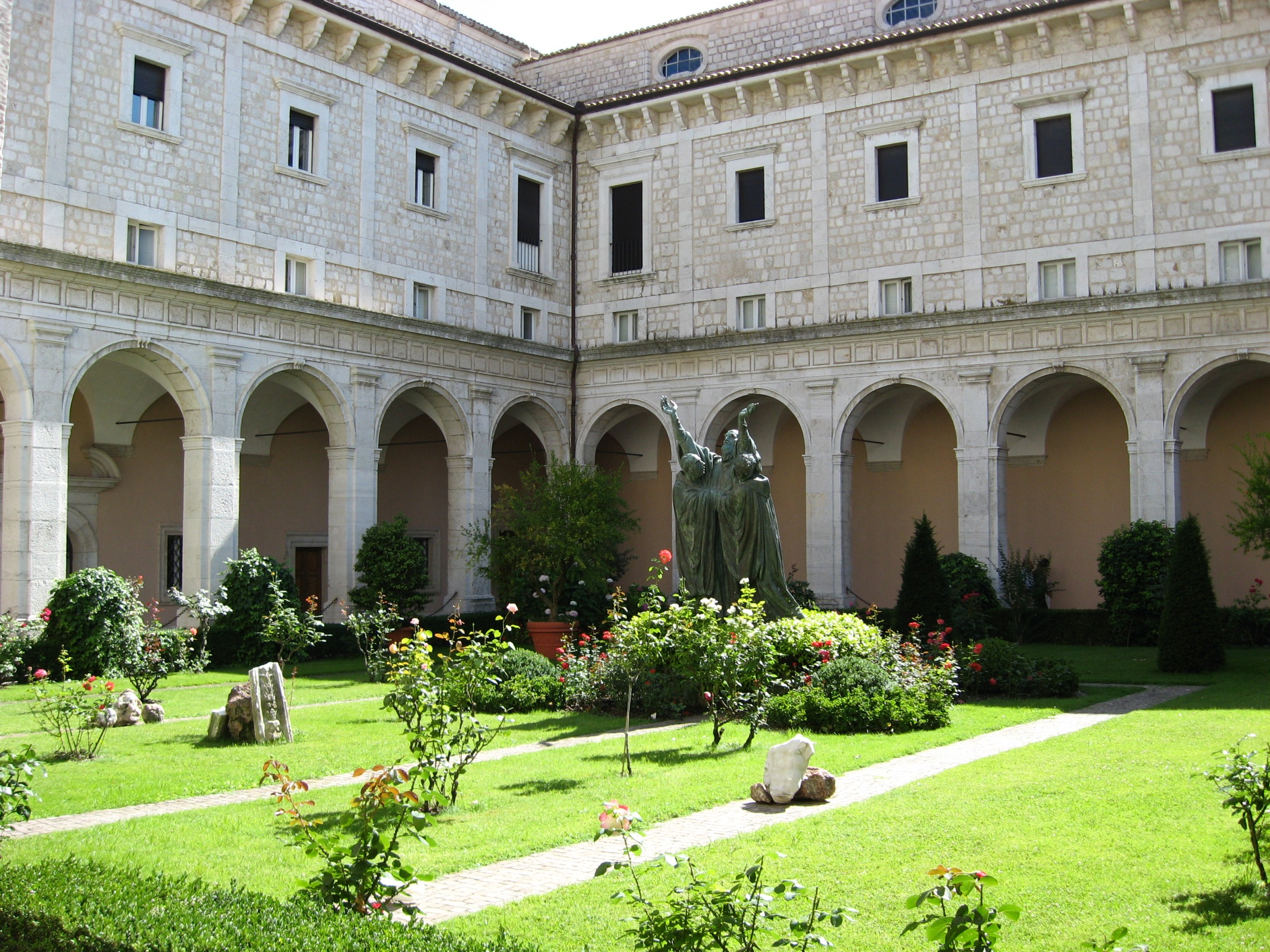
Monastère du Mont-Cassin.

Il existe encore aujourd’hui des débats historiographiques concernant les origines de l’ars dictaminis. Il est traditionnellement accepté qu’Albéric du Mont-Cassin en est le père fondateur. Toutefois il existe également des traités antiques relevant les mêmes enjeux. C’est le cas de l’Ars rhetorica de Caius Julius Victor , Variae epistolae de Cassiodore, Typoi epistolikoi du Pseudo-Déméter, Epistolimaioi kharacteres du Pseudo-Libanius, et bien d’autres.
Les écrits d’Albéric , tels que Breviarium de dictamine ; dictaminum radii ou Flores thetorici, datant du XIe siècle, ont été identifiés par L. Rockinger en 1821 comme les plus vieux manuscrits traitant de la théorie de la composition des lettres en prose (sans prendre en compte les écrits antiques). Cependant les études de ces textes indiquent plutôt qu’Albéric  se concentrait sur l’aspect rhétorique des compositions (figures d’ornementation, grammaire). Ils ressemblaient donc plus aux écrits rhétoriques qu’aux manuscrits d’ars dictaminis du siècle suivant.
Albert Samaritani aurait pu être considéré comme l’homme à l’origine de l’ars dictaminis. Il aurait écrit le second plus vieux manuel d’ars dictaminis après celui d’Albéric , entre 1111 et 1118. Il s’est plus attaché à détailler la technique de rédaction, que l’aspect rhétorique et à la grammaire. Il serait alors à l’origine d’une rupture dans le genre littéraire, tandis qu’Albéric ne serait que le dernier représentant de l’ancienne tradition rhétorique.

## Naissance
Dans l’antiquité la lettre était considérée comme une forme de conversation, de dialogue et n’était donc pas soumise aux mêmes règles d’écriture que d’autres documents. L’ars dictaminis est alors une création médiévale qui cherche à s’éloigner du curriculum de rhétorique traditionnel, trop complexe et non adapté au mode épistolaire en plein essor, et à actualiser les cadres de la rhétorique cicéronienne aux nouveaux besoins communicationnels de la société médiévale. A cette époque, la société est principalement une société de tradition orale. Les lettres sont faites pour être lues à voix haute devant leurs destinataires et face à une audience plus ou moins étendue. Elles ne sont pas privées mais semi-publiques, ce qui explique l’utilisation de règles qui régissaient habituellement les pratiques oratoires.
L’ars dictaminis s’est développé dans un contexte particulier. Tout d’abord le XIe siècle voit croître la nécessité de communication entre un ensemble d’acteurs différents, à cause d’une croissance économique et politique. De plus la connaissance de l’ars dictaminis offrait une possibilité de carrière dans l’administration et la politique. Les positions importantes ecclésiastiques, ou au sein des chancelleries, n’étaient accessibles qu’à ceux possédant une connaissance de la loi, de la théologie ou de l’ars dictaminis.
Pierre Damien (1007-1072) et Grégoire VII (1020-1085) sont considérés comme faisant partie de la dernière génération à donner un ton personnel à leurs correspondances, autrement dit à ne pas se plier aux règles de l’ars dictaminis. La mort de Pierre de Blois en 1205 marque un tournant, et met fin à la vision de la lettre comme conversation, pour laisser place à l’émergence de l’ars dictaminis.

## Organisation de la lettre en cinq parties
L’ars dictaminis est considéré par les historiens comme une pratique de la rhétorique aisément malléable, et par conséquent adaptable à de nombreuses institutions, et qui s’inscrit dans la prolongation du droit et de la grammaire. Les manuels, dictamen, détaillent les règles d’écritures des lettres et fournissent des exemples de lettres types, mais aussi des propositions de phrases et de mots adaptés à différentes situations.
La caractéristique principale des lettres suivant l’ars dictaminis est leur division en 5 parties. Théorisée dès 1150, la division de la lettre permet de la rendre plus succincte et plus claire pour le destinataire qui n’a alors pas à trier les informations.
Les cinq parties sont les suivantes :
1. Salutation,
2. Exordium,
3. Narratio,
4. Petitio,
5. Conclusion

### Salutation
Les parties 1 et 2 sont longuement détaillées dans les manuels. Elles servent à convaincre et satisfaire le destinataire de la lettre.
Dans De epistolis, Albéric évoque l’importance de connaître le destinataire de la lettre puisque cela influencera la façon dont elle est rédigée. Il insiste sur l’importance de connaître son âge, son genre, son rang, son nom, sa dignité, sa formation, son office, ses mœurs et sa disposition. L’importance des salutations en règle est, par ailleurs repris dans de nombreux manuels.
L’ordre d’écriture des noms des destinataires ainsi que la façon de les saluer varie selon sa relation avec l’auteur. On considère qu’il existe trois catégories de destinataires différentes :
- les destinataires ayant un rang supérieur à celui de l’auteur, on dit alors qu’ils appartiennent à la catégorie « sublimis » ou encore « major » (il existe de nombreux synonymes). On y retrouve généralement pape, empereur, rois, tétrarques, archevêques, marquis, ducs, comtes, évêques, abbés, prévôts, baillis… ;
- les destinataires de rang égal à celui de l’auteur, les « medioris » ou « equalis » ; les prêtres, les soldats, les citoyens et membres des communes, amis ;
- les destinataires de rang inférieur, les « minor » ou « inferior » ; les serfs, les paysans, les étudiants ;

Habituellement on ne compte que 3 catégories, mais celles-ci peuvent être divisées en sous-catégories, comme avait pu le faire Pierre de Blois qui avait alors identifié 5 catégories (dans la première le Pape et l’Empereur Romain, puis dans la seconde les patriarches, archevêques, rois, évêques, ducs, comtes, palatines, marquis, dans la troisième les doyens, archidiacre, abbés, prévôts, sacristain, trésoriers, châtelains, préfets, consuls, dans la quatrième les soldats et les clercs, et enfin dans la cinquième les paysans et autres habitants). Ces catégories ne sont pas fixes, elles dépendent de la vision de l’auteur. Par la suite les listes se sont diversifiées selon les époques, les régions et les auteurs de manuels, pour devenir de plus en plus complexes.

### Exordium
La seconde partie, l’Exordium, était généralement composée d’un ensemble de généralités telles que des proverbes ou des versets de la Bible. Il a pour objectif de préparer le lecteur à donner son assentiment à l’auteur.

### Narratio
La 3e partie, narratio, en revanche, était peu discutée dans les manuels. Elle exposait les objectifs et la raison de la missive. Le plus important était qu’elle était appelée à être succincte (brevitas), et à éviter les digressions. La liberté d’imagination de l’auteur était réduite. En effet l’Ars Dictaminis recommande de ne pas donner un style personnel à la lettre ou d’y apporter des éléments spontanés, personnels et qui laisseraient paraître les sentiments du rédacteur. Cela reviendrait à redonner un aspect de conversation à la lettre, ce dont l’ars dictaminis tente de s’émanciper. Cependant aucun manuel ne semble donner de longueur définie. De plus, certains auteurs percevaient ce désir de brièveté comme de la « paresse », comme ce fut le cas de Pierre le Vénérable.

### PetitioetConclusion
Le petitio reprenait les arguments développés dans le narratio et en rappelait la logique d’articulation.
Le XIIe siècle se définit comme une période de « scripturalisation » de la société. Les lettres sont enregistrées et conservées, la place de l’écrit devient prépondérante. Tout en tentant de conserver l’aspect concis des lettres, le XIIe siècle voit l’introduction de nombreuses clausules et phrases à ajouter au début et à la fin de la lettre, pour les transformer en objets dignes de conservation.

## Evolution et propagation en Europe
Il est alors admis que l’ars dictaminis est né en Italie du Sud, à Mont Cassin, au XIe, grâce à Albéric , et s’y propage via son enseignement dans les cathédrales, où il finit par atteindre Bologne au début du XIIe siècle. On peut citer Hugo de Porta Ravennate qui enseigna le dictamen et écrivit le manuel intitulé Les règles de la composition en prose (rationes dictandi prosaice). Bologne voit alors se développer un centre de production et de théorisation de l’ars dictaminis particulièrement dynamique. En effet Bologne est un centre intellectuel important qui au XIIe siècle participe fortement à la redécouverte du droit romain. Il concentre alors des érudits, civilistes et canonistes, regroupés dans des réseaux d’échanges d’information, qui utilisent, pour propager leurs idées, la forme épistolaire, soumise aux règles de l’ars dictaminis. En outre, son développement à Bologne en parallèle de l’expansion du notariat et des études juridiques, lui a permis de s’autonomiser par rapport aux autres formes de rhétorique. On relève alors une complémentarité entre l’apprentissage de l’ars dictaminis et l’activité d’enseignement du droit. À partir de quoi, l’ars dictaminis se développe et se décline en un ars notarie qui codifie la rédaction des actes notariés et en un ars arengandi qui encadre les discours politiques, ou encore ars praedicandi.
Il se répand rapidement en Europe du nord au XIIe siècle. Vers 1150 il atteint Orléans, autre centre de redécouverte du droit romain. L’ars se propage via des recueils tels que collections de dictamina, qualifiés de « formulaires rhétoriques ». Ces recueils servaient à la diffusion des techniques de l’ars dictaminis à partir du XIIIe siècle. Créés dans les grands centres d’écriture politique, comme la chancellerie papale ou sicilienne, ils proposaient des sélections de textes politiques et administratifs. Ils constituent un rouage intermédiaire entre les recueils servant à l’enseignement de la pratique, marqués par les codes universitaires, et la pratique concrète de la rhétorique au service du pouvoir. Il n’existait pas encore de coupure conceptuelle entre l’apprentissage de la rhétorique, et la pratique de celle-ci. Par la suite, l’Ars dictaminis se propage en Allemagne, et par-delà la Manche en Angleterre grâce à Jean de Hanville, à la fin du XIIe siècle.
L’enseignement de l’ars dictaminis se fait alors, à la fin du XIIIe siècle, à l’Université ou dans des studia privées. Il se fait soit dans le prolongement des écoles de grammaire, soit par des spécialistes, en tant que discipline propre.
Les styles changent quelque peu d’une région à une autre, pour les adapter aux besoins des chancelleries françaises ou anglaises, mais on retrouve une organisation et des règles similaires. L’ars dictaminis devient alors un mode standardisé international de communication diplomatique.
Au XIIe siècle l’ars italien perd sa prédominance face à l’école gallicane française à Orléans et Tours et les travaux de Bernard Silvestre, Bernard de Meung, Pons le Provençal. Au XIIIe siècle, grâce à une production dynamique de travaux bolognais (Boncompago da Signa, Guido Faba), l’école italienne reprend sa place comme chef de file dans l’ars dictaminis.  Il existait alors des particularités dans chacune des deux écoles, aussi bien dans le contenu que dans la façon d’enseigner le dictamen, ce qui pouvait créer des tensions entre érudits.

## Déclin
Vers le XIIIe siècle la pratique de l’ars dictaminis connaît une période de déclin pour plusieurs raisons. Tout d’abord le XIIIe siècle est marqué par une perte de dynamisme dans les productions de théorisation de l’ars dictaminis. On note un tarissement des idées originales. Les débats se font majoritairement sur la ponctuation. De surcroît, les lettres écrites en latin commencent à être concurrencées par des lettres en langue vernaculaire, qui ne suivaient pas les mêmes règles. Brunetto Latini a même tenté d’égaler les dictamens en proposant un manuel Sommetta ad amaestramento di componere volgarmente lettere, dédié à la rédaction des lettres en langue vernaculaire. En parallèle, le mouvement humaniste commence à prendre de l’ampleur. Il avait pour ambition de revenir à la lettre comme conversation. Cette idée est redéfinie explicitement dans Rerum familiarium de Pétrarque. En outre, la diffusion de l’imprimerie aurait également permis le développement des pratiques humanistes et ainsi contribué à réduire l’influence de l’ars dictaminis. Mais les humanistes appliquent tout de même des méthodes de rhétorique à l’écriture des lettres. Ils ont construit leurs nouvelles méthodes en se basant sur l’ars dictaminis plutôt que de s’en affranchir totalement. Ce changement est relativement lent. En effet, les premiers humanistes enseignèrent et pratiquèrent l’ars dictaminis. Leurs intérêts humanistes étaient distincts de leurs devoir professionnel. Ainsi ils s’attachaient à développer leur nouveau style dans des correspondances privées, qui suivaient, dans un premier temps, les règles de l’ars dictaminis. Il s’est alors créé un mélange entre ars dictaminis et tradition humaniste, ce qui contribue à créer un nouveau style, caractéristique de l’époque moderne.
Il existe toutefois des différences d'usage de l’ars dictaminis au sein des différents pays qui le pratiquent. Notamment, l’ars dictaminis est plus présent et appliqué de façon plus rigoureuse en Italie du Nord que dans le reste de l’Europe. Il en résulte que le déclin de l’ars dictaminis va s'opérer différemment dans le temps et l’espace.
En Italie, l’ars dictaminis se transforme en ars episolandi. Au XVe siècle les modifications dans les systèmes d’enseignement en France et en Angleterre ont pour conséquence de rendre obsolète l’ars dictaminis dans la majorité des cas. Cependant, il demeure dans les actes administratifs.
De façon générale, il est difficile de trouver une véritable date de fin d’utilisation de l’ars dictaminis. Sa pratique a évolué au cours du temps.